# C3 (cabaret)
C3 in een cabaretesk gelegenheidstrio, een parodie op K3, met als vaste leden Mike Boddé en Onno Innemee.

## Programma's

### C3
De tour begon als gepland met Mike Boddé, Onno Innemee en Klaas van der Eerden, halverwege zou Jochem Myjer de plek van Van der Eerden overnemen. Er stond één optreden gepland als C4, met zowel Klaas van der Eerden als Jochem Myjer. Jochem Myjer moest echter afzien van de tournee door de ziekte van Pfeiffer. Klaas van der Eerden nam de rest van de tournee van hem over en de samenstelling bleef uiteindelijk de hele tour ongewijzigd.
Van maart tot en met juni 2004 trad C3 slechts 10 weken op en werd aangeprezen als de bonusvoorstelling van het seizoen 2003/2004. Wie echter de shows van de afzonderlijke cabaretiers ook al had gezien, zag niet veel nieuws. De cabaretiers hadden het beste uit hun eigen shows vermengd met een aantal gezamenlijke nummers.
Er werd ook een aantal cursussen gegeven. Zo gaf Klaas van der Eerden een cursus omgaan met uw puber thuis, Onno Innemee gaf computerles aan bejaarden (ook op de dvd van 25 jaar Leids Cabaretfestival) en Mike Boddé gaf een cursus meezingers, waarbij bekende nummers op een andere melodie werden gespeeld. Zo werd Berend Botje ging uit varen op de melodie van Zie ginds komt de stoomboot gezongen en omgekeerd.

### C3:3D
C3 ging in 2008 verder met Mike Boddé, Onno Innemee en Kees Torn in hun nieuwe show genaamd "3D", en toerde daarmee vier maanden langs verschillende zalen. In tegenstelling tot de vorige show bestond deze voorstelling uit nieuw materiaal. De show bevatte onder meer een parodie op Vader Abraham en zijn repertoire, een persiflage van Adolf Hitler tijdens het oefenen van een toespraak, een ode aan de in de vergetelheid geraakte acteur Hans Otjes en - op de wijs van "Sammy" van Ramses Shaffy - een sneer naar Guido Weijers. Deze laatste zou regelmatig zonder toestemmingen repertoire van collega-cabaretiers overnemen voor zijn eigen programma. Het "3D" in de naam van de voorstelling kwam tot uitdrukking in de achtergrondjes bij enkele sketches, die een 3D-effect kregen door middel van het 3D-brilletje dat iedere bezoeker aan het begin van de voorstelling kreeg uitgereikt.

### Wil je in ons groepje?
In 2012 toert een nieuwe voorstelling, genaamd Wil je in ons groepje?. Ditmaal speelden Mike Boddé en Onno Innemee met Jelka van Houten. Oorspronkelijk zou Georgina Verbaan ook meespelen, maar deze zegde af.

## Voetnoten
1. ↑  De Wereld Draait Door